# Heliconiophaga cranei
Heliconiophaga cranei là một loài ruồi trong họ Tachinidae.